# Rinaldo (ur. 1939)
Rinaldo, właśc. Rinaldo Luís Dias Amorim (ur. 19 lutego 1939 w Juremie) − piłkarz brazylijski, występujący na pozycji napastnika.

## Kariera klubowa
Karierę piłkarską Rinaldo rozpoczął w klubie Náutico Recife w 1960 roku. Z Náutico dwukrotnie zdobył mistrzostwo stanu Pernambuco – Campeonato Pernambucano w 1960 i 1963 roku. W latach 1964–1967 występował w SE Palmeiras. Z Palmeiras zdobył mistrzostwo stanu São Paulo – Campeonato Paulista w 1966 oraz Taça Brasil w 1967 roku.
W 1967 roku Rinaldo krótko występował we Fluminense FC. W latach 1967–1970 występował w Auto João Pessoa i Treze Campina Grande. W 1971 Rinaldo występował w Coritiba FBC. W barwach Coritiby 8 sierpnia 1971 w przegranym 0-2 meczu wyjazdowym z Cruzeiro EC Rinaldo zadebiutował w nowo utworzonej lidze brazylijskiej. Ostatni raz w lidze zagrał 12 grudnia 1971 roku w przegranym 0-2 meczu z Grêmio Porto Alegre. W lidze brazylijskiej wystąpił w 22 meczach i strzelił 1 bramkę. Karierę zakończył w União Barbarense Santa Bárbara w 1972 roku.

## Kariera reprezentacyjna
W reprezentacji Brazylii Rinaldo zadebiutował 30 maja 1964 w wygranym 5-1 towarzyskim meczu z reprezentacją Anglii. Był to udany debiut, gdyż Rinaldo w 23 i 62 min. zdobył bramki dla Brazylii. Ostatni raz w reprezentacji Rinaldo wystąpił 19 września 1967 w wygranym 1-0 towarzyskim meczu z reprezentacją Chile. W reprezentacji Brazylii wystąpił w 11 meczach i strzelił 6 bramek.